# Мучуань
Мучуа́нь (кит. упр. 沐川, пиньинь Mùchuān) — уезд городского округа Лэшань провинции Сычуань (КНР).

## История
В древности это были земли, на которых жил народ и, поэтому здесь долгое время не вводилось общекитайского административного деления. Лишь при империи Мин эти земли оказались под юрисдикцией уезда Пиншань (屏山县). В 1942 году из него был выделен уезд Мучуань.
В 1952 году был образован Специальный район Лэшань (乐山专区), и уезд Мучуань вошёл в его состав. В 1970 году Специальный район Лэшань был переименован в Округ Лэшань (乐山地区). В 1985 году округ Лэшань был преобразован в городской округ Лэшань.

## Административное деление
Уезд Мучуань делится на 7 посёлков и 12 волостей.